# 4 décembre 2016
Le mardi 4 décembre 2016 est le 339e jour de l'année 2016.

## Décès
Par ordre alphabétique.
- Marcel Gotlib, auteur de bande dessinée.

## Événements
- Élection présidentielle en Autriche (2e tour) remportée par Alexander Van der Bellen.
- Référendum constitutionnel en Italie, à la suite de la victoire du « non », le président du Conseil Matteo Renzi démissionne de ses fonctions.
- Élection présidentielle en Ouzbékistan Shavkat Mirziyoyev est élu.